# Trzeboszowice (gromada)
Trzeboszowice – dawna gromada, czyli najmniejsza jednostka podziału terytorialnego Polskiej Rzeczypospolitej Ludowej w latach 1954–1972.
Gromady, z gromadzkimi radami narodowymi (GRN) jako organami władzy najniższego stopnia na wsi, funkcjonowały od reformy reorganizującej administrację wiejską przeprowadzonej jesienią 1954 do momentu ich zniesienia z dniem 1 stycznia 1973, tym samym wypierając organizację gminną w latach 1954–1972.
Gromadę Trzeboszowice z siedzibą GRN w Trzeboszowicach utworzono – jako jedną z 8759 gromad na obszarze Polski – w powiecie nyskim w woj. opolskim, na mocy uchwały nr VII/25/54 WRN w Opolu z dnia 4 października 1954. W skład jednostki weszły obszary dotychczasowych gromad Trzeboszowice, Dziewiętlice, Wilamowa, Ścibórz i Ujeździec ze zniesionej gminy Trzeboszowice w tymże powiecie. Dla gromady ustalono 18 członków gromadzkiej rady narodowej.
31 grudnia 1959 do gromady Trzeboszowice włączono wsie Meszno i Ratnowice ze zniesionej gromady Meszno w tymże powiecie.
30 czerwca 1963 do gromady Trzeboszowice włączono osadę Miechowice (obecnie Frydrychów) o powierzchni 311,86 ha z miasta Otmuchów w powiecie grodkowskim w tymże województwie.
Gromada przetrwała do końca 1972 roku, czyli do kolejnej reformy gminnej.